# みてごらん
『みてごらん』は、1985年4月8日から1988年3月18日までNHK教育テレビジョンの『幼稚園・保育所の時間』枠で放送されていた自然科学分野の教育番組である。
1985年1月4日と1月5日にパイロット版を放送した後、同年4月にレギュラー放送を開始した。

## 放送時間
いずれも日本標準時、別の時間帯での再放送あり。
- 月曜日 09:15 - 09:30 （1985年4月8日） - 初回のみこの時間帯で本放送。以後は再放送枠として使用。
- 土曜日 10:30 - 10:45 （1985年4月13日 - 1987年3月14日）
- 金曜日 10:30 - 10:45 （1987年4月3日 - 1988年3月18日）

## 出演者
- 案内役：菅原孝[2][1]
- ナレーター：堀江美都子

## テーマソング
- 作詞・作曲：クニ河内
- 歌：ビリー・バンバン